# Дженоша
Дженоша (Геноша) (англ. Genosha, [dʒəˈnoʊʃə] или [ɡəˈnoʊʃə])  —  вымышленная страна, фигурирующая в комиксах, публикуемых компанией Marvel Comics. Вымышленная страна является аллегорией на рабство и апартеид, поскольку мутанты находятся в рабстве и впоследствии содержатся в зоне риска. Остров расположен в Северо-Восточной Африке западнее Сейшельских островов и восточнее Мадагаскара. Столица называется Хаммер Бэй.

## История публикаций
Дженоша впервые появляется в  Uncanny X-Men #235 (октябрь 1988), созданная  Крисом Клэрмонтом и  Риком Леонарди.
Дженоша также появляется в Official Handbook of the Marvel Universe Update '89 #3.

## История

### Апартеид мутантов
Остров находится на восточном побережье Африки восточнее Мадагаскара, и обладает высоким уровнем жизни, блестящей экономикой и свободой в политических и национальных вопросах. Однако процветание Дженоши обусловлено порабощением мутантского населения. Дженошианское  гражданство является постоянным, и правительство не позволяет никаких миграций. Граждане, которые пытаются покинуть остров, отслеживаются и насильно возвращаются специальной группой, известной как Пресс-банда. Проблемы мутантов решаются специальной группой, известной как Магистраты.
Основы дженошианского общества расстроены в последние годы из-за усилий интересов внешних мутантов. Первая сюжетная линия описывает, как несколько членов Людей Икс (Росомаха, Шельма и их союзница Мадлен Прайер) пытались похитить дженошианских Магистратов.

### Правление Магнето
Новый дженошианский режим, который обещал лучшее лечение мутантов, была введён после разрушения Ходжа. В период общего кризиса и ряд нападений на сверхлюдей, кто отказываются простить бывшее дженошианское правительство за свои преступления против мутантов.
Различные версии Икс-фактора позже вернулись на остров, чтобы помочь восстановить мир между его правительством и изгоями, которые покинули остров. Дженошианское правительство было показано с мирными намерениями, даже пытается отменить пагубные последствия. Также показано, что на Дженоше построено типичное загородное жильё, как во многих малых городах в Америке.
ООН уступила остров Магнето, после того, как он потребовал целого острова только для мутантов. Магнето и его приспешникам удалось восстановить капельку мира и стабильности только ненадолго, пока гражданская война не вспыхнула между ним и оставшиеся населением на острове под руководством Магистратов. Магнето в конечном счёте победил Магистратов и восстановили порядок на большей части острова.
Ликвидации вируса дала Магнето свежую здоровую армию, позволила ему объявить кампанию глобального завоевания. Небольшая команда Людей Икс смогла остановить этот замысел, заодно серьёзно ранив Магнето. .
По New X-Men #115, Дженоша имела население численностью в шестнадцать миллионов мутантов и стабильное, передовое общество. Однако, весь остров был разрушен до основания и его мутантское население было убито Стражами. Там было несколько выживших, многие эвакуированы, и Братство Мутантов превратило один из Стражей в памятник в #132.

## Достопримечательности
- Пещера Падали.
- Хаммер Бэй — столица Дженоши и крупнейший дженошианский город. 
  - Площадь Магда .
  - Монумент Магнето — монумент, установленный Братством Мутантов после того, как Стражи атаковали Дженошу.

## Альтернативные версии

### Marvel Noire
В этой реальности тюрьма Дженошианского залива есть нечто, аналогичное Гуантанамо. Первоначально она была заселена миссионерами, которые содержались так, чтобы быть изолированными друг от друга, поэтому они могут созерцать тяжесть своих грехов. С 1930-х годов Дженошианский залив стал экстерриториальной тюрьмой Соединенных Штатов, в которой содержались заключенные со всего мира и в которой практиковались бесчеловечные наказания, начиная от лишения сна и воды. Тюрьма Дженошианского залива получила уведомления общественности, и судебная власть сената стала рассматривать закрытие тюрьмы.  Даже если тюрьма были не будет закрыта, законодатели не желают допускать более суровые уголовные наказания социопатов по сравнению с американскими тюрьмами. В реальности тюрьма Дженошианского залива была использована как полигон в наборе заключенных как следующего поколения правительственных наёмников. 

### Ultimate Marvel
В этой реальности Дженоша имеет другой внешний вид. Она является островом южнее Мадагаскара. Главным экспортом являются телевизионные программы. Мутанты недавно были понижены до второсортных граждан, после убийства министра правительства, мутанта  Лонгшота.Citizens include Mojo Adams, Spiral, and Deadpool.

## Вне комиксов

### Телевидение
- В мультсериале Люди Икс  Дженоша изображена как дружественная к мутантам среда, где обладающие "икс-геном" могут жить без страха преследования. Однако как только мутанты попадают туда, они оказываются захвачены и им на шеи надевают ошейники, блокирующие сверхспособности; они начинают работать под руководством [Стражей для дженошианского правительства, возглавляемого Боливаром Траском. С помощью Кейбла и наводнения, устроенного Грозой, люди Икс одновременно освобождают рабов и уничтожают Стражей.
- В Росомахе и Людях Икс Дженоша изображена раем для мутантов под управлением Магнето. Магнето делает Дженошу убежищем для других мутантов со всего мира, давая им перспективы мира и равенства. Несмотря на фасад рая для мутантов, Ночной Змей вскоре узнаёт от Пыли, что Магнето — деспотичный правитель, который лишает свободы дженошианских мутантов, которые не соблюдают его правила.  В "Линии фронта" сенатор Келли передаёт Дженошу Магнито.В "Тузах и восьмёрках" Дженоша закрывает свои границы. В этой серии Дженоша изображена как монархия, в которой Магнето является королём. В серии из трёх частей "Взгляд в будущее" Магнето поручает Мистик под видом сенатора Келли раскрыть Стражей на Дженоше. Это было частью плана Магнето перепрограммировать Стражей и заставить их атаковать обычных людей.  После этого многие из подручных Магнето пересмотрели свои взгляды на его методы. Алая Ведьма и Полярис телепортируют Магнето и Ртуть с Дженоши. Хотя Дженоша больше не подчиняется Магнето, Алая Ведьма говорит Ртути, что он всегда может вернуться.

### Кино
- В фильме  Люди Икс Дженоша является островом, который находится в нескольких милях от восточного побережья, причём небольшой размер делает его практически не поддающимся обнаружению. Внутри остров сильно укреплён Магнето, армирован стальными балками, мебелью из титана и металлическими тротуарами. Остров также состоял из нескольких помещений для Магнето и его людей, включая жильё, механическую мастерскую, лодочный причал, вертолётную площадку, комнаты допросов и даже частное святилище для Магнето. Магнето поручает Мистик и Жабе доставить сенатора Роберта Келли на остров для тестирования его машины, вызывающей мутации.
- В фильме Люди Икс: Последняя битва,  после основания Братства мутантов, Магнето возвращается на Дженошу, где Каллисто рассказывает ему про Джину Грей. Некоторое время спустя команда находит новую базу.
- Дженоша будет изображена в фильме Люди Икс: Тёмный Феникс как устроенное Магнето убежище для мутантов, у которых нет своего дома .[7]

### Видеоигры
- В игре Spider-Man and the X-Men in Arcade's Revenge от SNES есть Циклоп и дженошианский Страж.
- В игре X-Men: Mutant Apocalypse от SNES Дженоша служит основным местом действия, где Апокалипсис держит мутантов в плену.
- Дженоша присутствует в аркаде X-Men: Children of the Atom. Мастер Молд доступен в игровом режиме. Когда Страж побеждён, Мастер Молд восстанавливает его. Однако впоследствии Мастер Молд уничтожает Стража.
- Дженоша ненадолго появляется в X-Men: Next Dimension, когда Стражи атакуют Магнето.
- В X-Men Legends Дженоша упоминается, когда Магнето выдвигает свои требования по созданию рая для мутантов под его контролем.
- В X-Men Legends II: Rise of Apocalypse Дженоша опустошена Апокалипсисом. Люди Икс и Братство Мутантов берутся освободить и взять под свой контроль святилище Магнето.
- Дженоша служит местом действия в Deadpool.[8] Здесь Дженоша лежит в руинах после атак Стражей. Мистер Злыдень делает её своей операционной базой, так как здесь собрано огромное количество генетического материала мутантов для его экспериментов. Дэдпул прибывает на Дженошу с целью убить Мистера Злыдня в качестве мести за убийство одного из целей контракта Дэдпула.

### Музыка
- "Дженоша: записи" — экспериментальный лейбл/хардкор The Outside Agency.
- У экспериментальной рок-группы " Судный день " есть песня "Дженоша" в составе альбома "Павлины/Розовые монстры".

## Внешние ссылки
- Genosha at Marvel.com
- Genosha at Marvel Wiki
- Genosha at Comic Vine
- Genosha at UncannyXmen.net